# کلوتن
کلوتن (به آلمانی: Klotten) یک شهر در آلمان است که در کوخم-تسل واقع شده‌است. کلوتن ۱٬۳۸۵ نفر جمعیت دارد.